# 吉林大学校友列表
根据各高校校友统计惯例以及吉林大学自身的发展历史，凡曾在东北行政学院、东北科学院、东北人民大学、吉林大学（包括整体并入的吉林工业大学、白求恩医科大学、长春科技大学、长春邮电学院、中国人民解放军军需大学）学习过的学生（包括肄业生、转校生、毕业生、研究生、留学生）和工作过的教职工，均为吉林大学校友。

## 两院院士
- 高鼎三
- 陈佳洱
- 宋家树
- 王世绩
- 邹广田
- 张泽
- 唐敖庆
- 邓从豪
- 江元生
- 冯守华
- 张乾二
- 游效曾
- 黎乐民
- 董蕴美
- 窦士学
- 张希
- 王文兴
- 王立鼎
- 刘若庄
- 刘嘉麒
- 衣宝廉
- 何继善
- 林学钰
- 徐世浙
- 郭孔辉
- 康玉柱
- 游效增
- 董申保
- 翟裕生
- 滕吉文
- 颜德岳
- 黎乐民
- 薛禹群
- 沈家骢
- 段雪
- 赵东元
- 孙家钟
- 汪尔康
- 怀进鹏
- 曲久辉
- 江雷
- 李骏
- 高锐
- 吴福元
- 吴式枢
- 王湘浩
- 徐如人

## 大学和科研机构领导
- 唐敖庆 吉林大学化学系创建者之一，原吉林大学校长，吉林大学名誉校长
- 张希   吉林大学校长
- 陈佳洱 原北京大学校长
- 许武   中国科技大学党委书记
- 郑德涛 中山大学党委书记
- 杨泉明 四川大学党委书记
- 王卫平 复旦大学常务副校长
- 郑成良 上海交通大学党委副书记，法学院院长
- 孙卫国 原四川大学副校长，现为西华大学校长
- 李岳生 原中山大学校长
- 宋冬林 吉林财经大学校长
- 金硕   吉林财经大学党委书记
- 辛厚文 原中国科技大学副校长
- 尹鸿钧 原中国科技大学副校长
- 王义   原中国航天第九研究院副院长
- 赵恩广 中科院理论物理研究所党委书记
- 李德雪 军事医学科学院副院长
- 郑克强 南昌大学党委书记
- 苏丹   新疆大学副校长
- 张泽   北京工业大学副校长
- 宋文煜 南京理工大学副校长
- 胡福印 对外经济贸易大学副校长
- 陈冬生 原武汉理工大学副校长，现为北京化工大学副校长
- 周连胜 东北财经大学副校长
- 刘光复 合肥工业大学副校长
- 石曙光 延边大学副校长
- 胡德宝 原吉林大学党委书记
- 王文金 原吉林大学党委书记

## 工商界精英
- 马蔚华 招商银行行长
- 毕显林 原联想集团副总裁
- 谭 智 原微软中国副总裁，ut斯达康副总裁，原分众传媒首席执行官
- 汪 靳  美国花旗银行副总裁
- 方 晔 拓扑集团执行总裁
- 侯宏启 美国Emcore公司CEO
- 齐向东 奇虎公司总裁
- 李宝林 中国高新投资公司总经理
- 姜正新 中国联通副经理
- 程传海 一汽启明信息技术股份有限公司总经理
- 修涞贵 吉林修正药业股份公司董事长
- 柳万东 红塔集团董事长
- 王炜   凤凰新媒体副总裁兼总编辑
- 张光华 广东发展银行行长
- 胡怀邦 中国交通银行董事长
- 王梓木 华泰财产保险股份有限公司董事长
- 王战斌 北京首都机场股份公司总经理
- 苏强   上海华晨集团股份有限公司总裁
- 丁元伟 中国青年旅行社总社副董事长
- 伞翔宇 中国青年旅行社总社副总裁
- 孙明海 吉林省玉顺堂集团董事长
- 李佳强 清华大学出版社社长
- 庄毕克 吉大德固赛总经理
- 成英先 中国电信集团公司吉林省分公司总经理
- 吴绍明 一汽集团副总经理
- 张宝祥 长春市商业银行董事长、行长
- 张耀仓 中国石化集团公司副总经理
- 王俊峰 中国国际经济贸易仲裁委员会仲裁员；英国皇家特许仲裁员协会会员；全国青联留学人员联谊会副会长
- 李志岷 中国成套设备进出口（集团）总公司董事长
- 李继凯 北京现代副总经理
- 邵亚臣 美国欧亚国际投资(香港)有限公司总裁
- 邵国有 海富通中外合资基金有限公司董事长
- 陆德智 辽宁联通党委书记
- 胡士琪 深圳市云海通讯股份有限公司名誉董事长
- 赵方宽 一汽集团党委书记
- 赵炳弟 兆维电子(集团)董事长、总裁
- 郭宏若 中建一局集团董事长
- 高同庆 新疆电信公司总经理
- 常清   中国期货业协会副会长，金鹏期货经纪有限公司董事长
- 曹和平 欧亚集团董事长
- 葛健   内蒙古仕奇集团董事长
- 廖康   贵州省电信有限公司总经理
- 裴爱华 中国网通有限公司副总裁
- 滕铁骑 一汽集团公司副总经理
- 王勇峰 东软集团副董事长兼总裁

## 政界人士
- 刘延东 十八届中共中央政治局委员，国务院副总理
- 李鸿忠 十九届中共中央政治局委员，天津市委书记
- 杜青林 十八届中共中央书记处书记，十一、十二届全国政协副主席
- 徐绍史 国家发改委主任
- 王刚   十七届中共中央政治局委员，十一届全国政协副主席
- 刘奇葆 十八届中共中央政治局委员，中央宣传部部长
- 张军   最高人民检察院检察长
- 苏荣   全国政协副主席
- 李斌   全国政协副主席
- 汪永清 全国政协副主席
- 王家瑞 中共中央对外联络部部长，全国政协副主席
- 王晓晖 四川省委书记
- 巴音朝鲁 吉林省委书记
- 王儒林 山西省委书记
- 周本顺 河北省委书记
- 张宝顺 安徽省委书记
- 李锦斌 安徽省委书记
- 布小林 内蒙古自治区人民政府主席
- 奚晓明 最高人民法院副院长
- 杨万明 最高人民法院副院长
- 姜建初 最高人民检察院副检察长
- 梁国庆 最高人民检察院副检察长
- 孙谦 最高人民检察院副检察长，江西省人民检察院检察长
- 徐显明 中国政法大学校长，山东大学校长，中央政法委副秘书长，最高人民检察院副检察长
- 怀进鹏 教育部部长
- 尹蔚民 国家人力资源与社会保障部部长
- 刘坚   国务院扶贫办主任
- 吕福源 商务部部长
- 张柏林 中央组织部副部长、人事部部长
- 李从军 新华社社长、党组书记，中宣部副部长
- 吴恒权 中宣部副部长
- 白景富 公安部常务副部长（正部长级）
- 金振吉 吉林省委常委、政法委书记
- 庄严   西藏自治区党委副书记
- 马森述 江西省委常委、纪委书记
- 张安顺 黑龙江省委常委、政法委书记
- 姜治莹 吉林省委常委、延边州委书记
- 陈玉杰 国务院侨办主任
- 郝赤勇 司法部副部长
- 徐德明 全国总工会副主席，国土资源部副部长
- 桂敏杰 中国证监会副主席
- 陈质枫 天津市副市长
- 陈晓光 吉林省副省长，全国政协副主席
- 范小健 农业部副部长
- 王庭凱 吉林省副省長
- 刘志庚 东莞市委书记，广东省副省长
- 王明方 安徽省委副书记、省直机关工委第一书记
- 马俊清 吉林省委常委、省委副书记
- 金育辉 吉林省副省长
- 刘俊臣 国家工商行政管理总局副局长
- 王志发 国家旅游局副局长
- 王國強 前國家人口計生委副主任
- 王德学 国家安全生产监督管理总局副局长
- 邓凯   河南省委常委、省委副书记
- 厉有为 全国政协港澳台侨委员会副主任，深圳市委书记、市长
- 叶冬松 河南省委常委、省委副书记
- 刘飏   全国人大内务司法委员会委员、中国法学会常务副会长，司法部副部长
- 刘亦铭 全国人大常委、台盟中央副主席
- 刘淑莹 吉林省人大常委会副主任
- 孙隆椿 全国政协教科文卫体委员会副主任，卫生部副部长
- 何宗贵 山东省人大常委会副主任
- 张亚非 国家邮政局副局长
- 张成义 黑龙江省人大副主任
- 张宝明 全国政协人口资源环境委员会副主任，国家安监局局长
- 张鹤松 内蒙古自治区人大常委会副主任
- 李熙   中央纪委驻卫生部纪检组组长
- 李介车 吉林省人大常委会副主任
- 杨建强 国家民族事务委员会副主任
- 肖志恒 广东省委常委、秘书长
- 罗啸天 内蒙古自治区党委常委、自治区政法委书记
- 郑立中 国务院台湾事务办公室副主任
- 信春鹰 全国人大常委会副秘书长（正部长级）
- 洛桑灵智多杰 甘肃省委常委、省委政法委书记
- 赵实   国家广电总局副局长
- 矫正中 吉林市委书记
- 韩勇   陕西省政协主席
- 韩立成 河北省政协副主席
- 臧胜业 河北省委常委、省总工会主席
- 戴玉忠 最高人民检察院检察委员会专职委员
- 杨庆祥 最高人民法院咨询委员会副部级委员

## 军界人士
- 侯树森 上将
- 马米托夫 中将
- 刘明璞 中将
- 邓天生 中将
- 崔景龙 中将
- 王满洲 少将
- 兰发祥 少将
- 闵振范 少将
- 奉国全 少将
- 耿正望 少将
- 高兵群 少将
- 尉国敏 少将
- 景在新 少将
- 赖佛新 少将
- 樊铁琦 少将

## 其他
- 张海迪 中国残联代表主席
- 郑培民 2002年度感动中国十大人物之首
- 张玉安 原为北京电视节目与新闻主持人，现在于韩国综艺活动发展中
- 谭彦  “铁法官”
- 程传海 连续两年成为中国软件企业十大领军人物
- 白元根 中国首块集成电路、硅外延片、BIMOS高速集成电路、彩色电视芯片的研发者
- 朴云峰 吉林大学第一医院消化内科主任
- 韩明哲 干细胞移植专家
- 刘芳菲 中央电视台著名主持人
- 孙玉胜 中央电视台副总编辑，中央数字电视传媒有限公司总裁
- 李红 中央电视台主持人，主持《海峡两岸》
- 王冰冰 中央电视台著名记者
- 冯硕 中央广播电视总台主持人
- 王博文 中國乒乓球一級運動員，歌手、演員
- 李继光 全球著名华人媒体大纪元创始人
- 李凯 美国国家工程院院士，普林斯顿大学计算机系终身教授
- 刘晓波 2010年诺贝尔和平奖得主，中国作家、社会活动家、文学评论家、人权活动家，《民主中国》网刊主编、《零八宪章》主要起草人之一。